# Denis Dyack

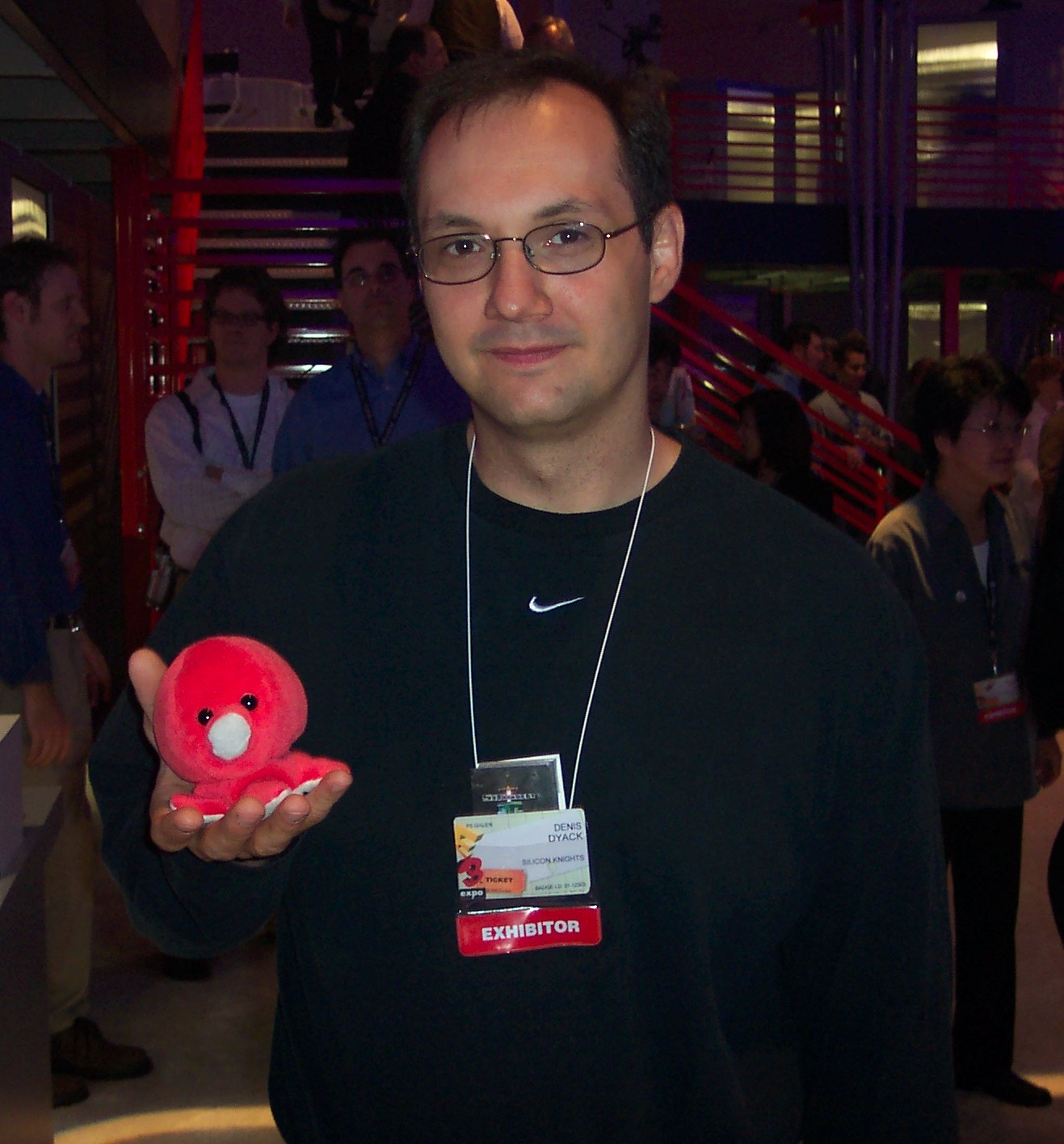
Denis Dyack en el E3 de 2003.

Denis Dyack, nacido el 14 de julio de 1966, es el fundador y presidente de Silicon Knights, una desarrolladora de videojuegos. Fundó Silicon Knights en 1992 luego de publicar Cyber Empires en 1991. Tiene una Licenciatura en Educación Física de la Universidad de Brock. Dyack dirigió la producción de Eternal Darkness: Sanity's Requiem y también la de Blood Omen: Legacy of Kain.
Dyack ha ganado algo de notoriedad debido a sus controversiales opiniones sobre el rol de la prensa de videojuegos y acerca de los efectos de la cultura de los foros en la industria de los videojuegos. Sus acciones conllevaron a su expulsión permanente del popular foro NeoGAF.
A 2011, Dyack trabajaba junto a Microsoft en la trilogía Too Human para la Xbox360, y se encontraba desarrollando un nuevo juego para Sega of America. Tras el litigio de Silicon Knights contra Epic Games, la compañía que fundó entró en bancarrota.